# Мессояха (посёлок)
Мессояха — посёлок в Таймырском Долгано-Ненецком районе Красноярского края, входит в состав сельского поселения Караул.
Упоминается в документах, связанных с деятельностью «Норильскнефтегаза».
В ОКАТО и ОКТМО не выделяется.

## История
Посёлок Мессояха совместно с Тухардом образовывал Мессояхский сельсовет, подчинявшийся администрации города окружного значения Дудинки Таймырского (Долгано-Ненецкого) автономного округа.
Постановлением администрации Таймырского (Долгано-Ненецкого) автономного округа от 28 декабря 2000 года № 552 Мессояхский сельсовет официально был упразднён и утверждена администрация посёлка Тухард. Постановление было отменено 4 января 2002 года как не соответствующее законодательству.
В 2002 году Тухард была передан в подчинение администрации Усть-Енисейского района.
Официально при этом в составе Таймырского Долгано-Ненецкого автономного округа не выделялись уже после 1989 года, территория Мессояхского сельсовета определялась до 2002 года как территория, подведомственная администрации города Дудинки, а с 2002 как территория, подведомственная администрации Усть-Енисейского района.
При образовании к 1 января 2005 года Таймырского Долгано-Ненецкого муниципального района территория Мессояхского сельсовета вошла в состав территории сельского поселения Караул, однако сам населённый пункт учтён не был.
В ОКАТО посёлок значился до 2011 года, в ОКТМО до 2012 года.
Официальных документов об упразднении населённого пункта нет.

## Население
По данным переписи 2002 года населения не было.